# Miguel Ángel Fraga
Miguel Ángel Fraga Licona (Morelia, 3 settembre 1987) è un calciatore messicano, portiere del Puebla.

## Carriera
È stato convocato dalla nazionale messicana per disputare CONCACAF Gold Cup 2017 come terzo portiere.